# NGC 426
NGC 426 è una galassia ellittica situata nella costellazione della Balena.
Scoperta il 20 dicembre 1786 da William Herschel, è classificata come Galassia di Seyfert.